# Ingusjiens flagga

Ingusjiens flagga

Ingusjiens flagga mellan 1994 och 1999

Ingusjiens  flagga antogs den 11 juli 1999. Ingusjiens första flagga antogs den 13 maj 1994.